# Monteils (Tarn-et-Garonne)
Monteils (okzitanisch: Montelhs) ist eine französische Gemeinde mit 1.354 Einwohnern (Stand: 1. Januar 2022) im Département Tarn-et-Garonne in der Region Okzitanien. Monteils gehört zum Arrondissement Montauban und zum Kanton Quercy-Rouergue (bis 2015: Kanton Caussade). Die Einwohner werden Monteillais genannt.

## Geographie
Monteils liegt in der Landschaft Quercy am Fluss Lère (hier Lère Morte genannt) und seinem Zufluss Candé. Umgeben wird Monteils von den Nachbargemeinden Caussade im Norden, Westen und Süden, Septfonds im Osten sowie Saint-Cirq im Südosten.

## Bevölkerungsentwicklung
| 1962                      | 1968 | 1975 | 1982 | 1990 | 1999 | 2006 | 2013 |
| ------------------------- | ---- | ---- | ---- | ---- | ---- | ---- | ---- |
| 433                       | 478  | 647  | 788  | 999  | 1075 | 1223 | 1342 |
| Quelle: Cassini und INSEE |      |      |      |      |      |      |      |

## Sehenswürdigkeiten
- Kirche Saint-Jean-Baptiste aus dem 12. Jahrhundert
- drei Wassermühlen
- Schloss
- Park La Lère